# Нова Кузня (Польковицький повіт)
Нова Кузня (пол. Nowa Kuźnia) — село в Польщі, у гміні Радваниці Польковицького повіту Нижньосілезького воєводства.
Населення — 197 осіб (2011).
У 1975-1998 роках село належало до Легницького воєводства.

## Демографія
Демографічна структура станом на 31 березня 2011 року:
|          | Загалом | Допрацездатний вік | Працездатний вік | Постпрацездатний вік |
| -------- | ------- | ------------------ | ---------------- | -------------------- |
| Чоловіки | 105     | 31                 | 66               | 8                    |
| Жінки    | 92      | 26                 | 50               | 16                   |
| Разом    | 197     | 57                 | 116              | 24                   |